# Шунданець
Шунданець (рос. Шунданец) — залізничний роз'їзд в Онезькому районі Архангельської області Російської Федерації.
Населення становить 0 осіб. Входить до складу муніципального утворення Малошуйське поселення.

## Історія
Від 2004 року входить до складу муніципального утворення Малошуйське поселення.

## Населення
| 2002 | 2010 |
| ---- | ---- |
| 0    | →0   |